# EPrix de Paris
Le ePrix de Paris est une épreuve comptant pour le championnat de Formule E FIA. Elle a eu lieu pour la première fois le 23 avril 2016 sur le tracé provisoire du circuit des Invalides, à Paris.

## Historique
Le premier ePrix de Paris est disputé le 23 avril 2016 et voit la victoire du pilote brésilien Lucas di Grassi, devant le local Jean-Éric Vergne. Malgré le succès populaire, l'organisation de la course est critiquée, notamment à cause du manque de tribunes assises en raison du plan Vigipirate. Les spectateurs ont en effet dû rester debout derrière des grillages ou des panneaux publicitaires, ce qui gênait la visibilité.
L'édition 2017, remportée par le Suisse Sébastien Buemi, corrige le tir et est un succès,. Il en est de même l'année suivante avec pour la première fois la victoire d'un pilote français grâce à Jean-Éric Vergne.
Le 3 avril 2019, il est annoncé que le contrat de l'ePrix de Paris avec la Formule E est renouvelé jusqu'en 2022,.
Le 13 mars 2020, la Formule E annonce la suspension du championnat pendant deux mois en raison de la pandémie du coronavirus, ce qui comprend l’annulation de l’ePrix de Paris.

## Tracé

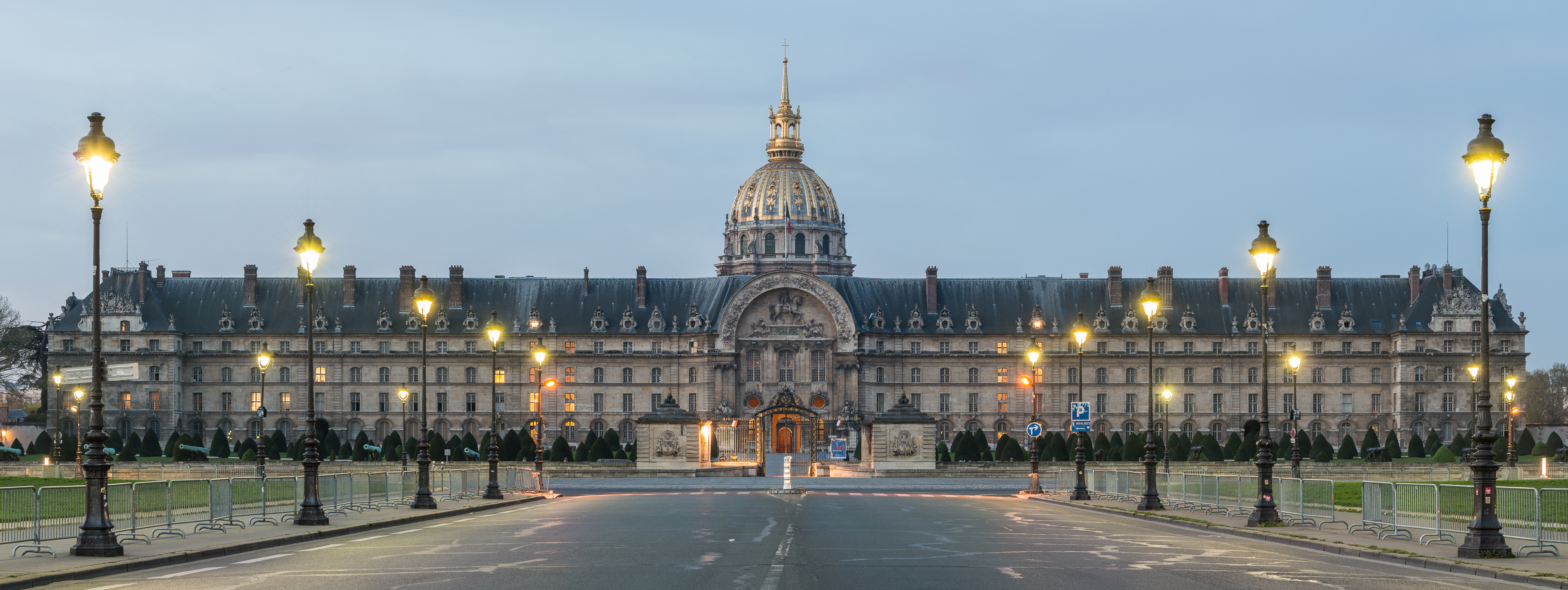
L'hôtel des Invalides, cadre central du circuit.

Le ePrix de Paris est disputé autour de l'hôtel des Invalides, sur le circuit des Invalides. Avec une longueur de 1,921 kilomètre, il s'agit de l'un des plus courts circuits utilisés en Formule E. 
Pour permettre la tenue de la course, les pavés présents sur le tracé sont recouverts d'un enduit, retiré après l'événement. Cette solution se trouve toutefois critiquée car jugée non écologique, alors que Paris dispose d'autres circuits qui n'auraient pas cet inconvénient.

## Palmarès

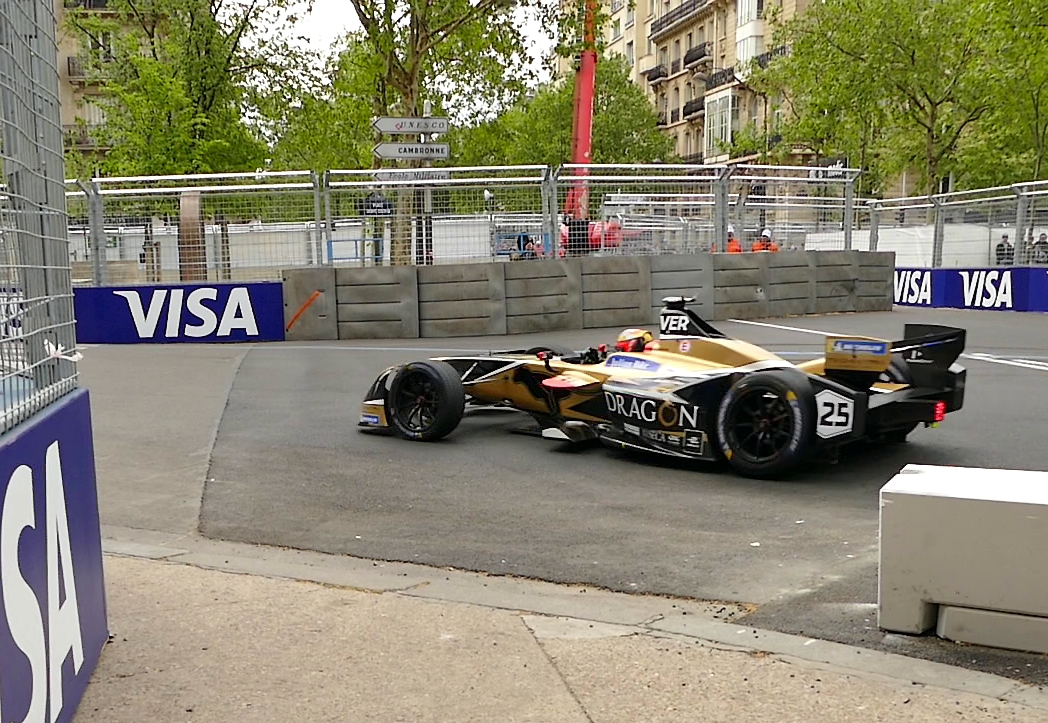
2018, le français Jean-Éric Vergne remporte la course sur Techeetah.

| Année     | Vainqueur        | Écurie                    | Circuit               | Résultats      | Date           |
| --------- | ---------------- | ------------------------- | --------------------- | -------------- | -------------- |
| 2016      | Lucas di Grassi  | ABT Schaeffler Audi Sport | Circuit des Invalides | Résumé         | 23 avril 2016  |
| 2017      | Sébastien Buemi  | Renault e.Dams            | Circuit des Invalides | Résumé         | 20 mai 2017    |
| 2018      | Jean-Éric Vergne | Techeetah                 | Circuit des Invalides | Résumé         | 28 avril 2018  |
| 2019      | Robin Frijns     | Envision Virgin Racing    | Circuit des Invalides | Résumé         | 27 avril 2019  |
| 2020-2021 | Course annulée   | Course annulée            | Course annulée        | Course annulée | Course annulée |